# سانت جونز (أنتيغوا وبربودا)
سانت جونز (بالإنجليزية: St. John's)‏ عاصمة أنتيغوا وبربودا وأكبر مدنها . يبلغ عدد سكان المدينة 24,226 نسمة حسب إحصاء سنة 2000 بينما تبلغ مساحتها 10 كيلومتر مربع . تعتبر سانت جونز المركز المالي للبلد ويقع فيها الميناء الرئيسي . تم تأسيسها في 1632 .

## المناخ
يظهر الجدول التالي التغييرات المناخية على مدار السنة لسانت جونز، أنتيغوا وبربودا:
| البيانات المناخية لـسانت جونز، أنتيغوا وبربودا  | البيانات المناخية لـسانت جونز، أنتيغوا وبربودا | البيانات المناخية لـسانت جونز، أنتيغوا وبربودا | البيانات المناخية لـسانت جونز، أنتيغوا وبربودا | البيانات المناخية لـسانت جونز، أنتيغوا وبربودا | البيانات المناخية لـسانت جونز، أنتيغوا وبربودا | البيانات المناخية لـسانت جونز، أنتيغوا وبربودا | البيانات المناخية لـسانت جونز، أنتيغوا وبربودا | البيانات المناخية لـسانت جونز، أنتيغوا وبربودا | البيانات المناخية لـسانت جونز، أنتيغوا وبربودا | البيانات المناخية لـسانت جونز، أنتيغوا وبربودا | البيانات المناخية لـسانت جونز، أنتيغوا وبربودا | البيانات المناخية لـسانت جونز، أنتيغوا وبربودا | البيانات المناخية لـسانت جونز، أنتيغوا وبربودا |
| الشهر                                           | يناير                                          | فبراير                                         | مارس                                           | أبريل                                          | مايو                                           | يونيو                                          | يوليو                                          | أغسطس                                          | سبتمبر                                         | أكتوبر                                         | نوفمبر                                         | ديسمبر                                         | المعدل السنوي                                  |
| ----------------------------------------------- | ---------------------------------------------- | ---------------------------------------------- | ---------------------------------------------- | ---------------------------------------------- | ---------------------------------------------- | ---------------------------------------------- | ---------------------------------------------- | ---------------------------------------------- | ---------------------------------------------- | ---------------------------------------------- | ---------------------------------------------- | ---------------------------------------------- | ---------------------------------------------- |
| الدرجة القصوى °م (°ف)                           | 31.2 (88.2)                                    | 31.8 (89.2)                                    | 32.9 (91.2)                                    | 32.7 (90.9)                                    | 34.1 (93.4)                                    | 32.9 (91.2)                                    | 33.5 (92.3)                                    | 34.9 (94.8)                                    | 34.3 (93.7)                                    | 33.2 (91.8)                                    | 32.6 (90.7)                                    | 31.5 (88.7)                                    | 34.9 (94.8)                                    |
| متوسط درجة الحرارة الكبرى °م (°ف)               | 28.3 (82.9)                                    | 28.4 (83.1)                                    | 28.8 (83.8)                                    | 29.4 (84.9)                                    | 30.2 (86.4)                                    | 30.6 (87.1)                                    | 30.9 (87.6)                                    | 31.2 (88.2)                                    | 31.1 (88.0)                                    | 30.6 (87.1)                                    | 29.8 (85.6)                                    | 28.8 (83.8)                                    | 29.8 (85.6)                                    |
| المتوسط اليومي °م (°ف)                          | 25.4 (77.7)                                    | 25.2 (77.4)                                    | 25.6 (78.1)                                    | 26.3 (79.3)                                    | 27.2 (81.0)                                    | 27.9 (82.2)                                    | 28.2 (82.8)                                    | 28.3 (82.9)                                    | 28.1 (82.6)                                    | 27.5 (81.5)                                    | 26.8 (80.2)                                    | 25.9 (78.6)                                    | 26.9 (80.4)                                    |
| متوسط درجة الحرارة الصغرى °م (°ف)               | 22.4 (72.3)                                    | 22.2 (72.0)                                    | 22.7 (72.9)                                    | 23.4 (74.1)                                    | 24.5 (76.1)                                    | 25.3 (77.5)                                    | 25.3 (77.5)                                    | 25.5 (77.9)                                    | 25.0 (77.0)                                    | 24.4 (75.9)                                    | 23.9 (75.0)                                    | 23.0 (73.4)                                    | 24.0 (75.2)                                    |
| أدنى درجة حرارة °م (°ف)                         | 15.5 (59.9)                                    | 16.6 (61.9)                                    | 17.0 (62.6)                                    | 16.6 (61.9)                                    | 17.8 (64.0)                                    | 19.7 (67.5)                                    | 20.6 (69.1)                                    | 19.3 (66.7)                                    | 20.0 (68.0)                                    | 20.0 (68.0)                                    | 17.7 (63.9)                                    | 16.1 (61.0)                                    | 15.5 (59.9)                                    |
| الهطول مم (إنش)                                 | 56.6 (2.23)                                    | 44.9 (1.77)                                    | 46.0 (1.81)                                    | 72.0 (2.83)                                    | 89.6 (3.53)                                    | 62.0 (2.44)                                    | 86.5 (3.41)                                    | 99.4 (3.91)                                    | 131.6 (5.18)                                   | 142.2 (5.60)                                   | 135.1 (5.32)                                   | 83.4 (3.28)                                    | 1٬049٫2 (41.31)                                |
| متوسط أيام هطول الأمطار (≥ 1.0 mm)              | 11.1                                           | 8.7                                            | 7.3                                            | 7.2                                            | 8.6                                            | 8.3                                            | 11.8                                           | 12.7                                           | 12.0                                           | 12.9                                           | 12.4                                           | 12.1                                           | 124.7                                          |
| المصدر: Antigua/Barbuda Meteorological Services |                                                |                                                |                                                |                                                |                                                |                                                |                                                |                                                |                                                |                                                |                                                |                                                |                                                |

## توأمة
لسانت جونز، أنتيغوا وبربودا اتفاقيات توأمة مع:
- جيرسي سيتي

## أعلام
- سونيا وليامز
- موريس هوب
- دانييل بيلي
- جون وليام آش
- كيني بنجامين